# 제3군단 (대한민국)
제3군단(第三軍團, 영어: ROK Army III Corps)은 강원특별자치도 인제군에 주둔하고 있는 지상작전사령부 예하 대한민국 육군의 군단이며, 상징명칭은 산악부대(山嶽部隊)이다.

## 역사

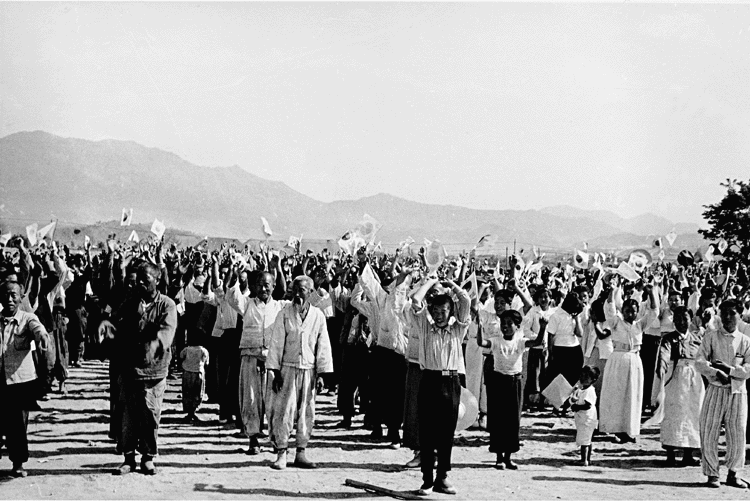
제3군단 지구 시찰에 나선 이승만 대통령을 환영하는 인파 (1954년)

한국 전쟁 도중, 1950년 10월 16일 서울특별시 중구 남산동에서 이형근 소장이 초대 군단장에 임명되고 제9사단, 제11사단을 편성하여 창설되었다.
1951년 5월 16일, 창촌으로 철수하던 제9사단이 중국인민지원군의 2개 군단에 의해 오마치 고개가 점령되었다는 것을 알게 되었다. 5월 17일, 반격을 포기하고 현리에 집결하여 오마치 고개를 돌파하려 했으나, 조선인민군 제5군단, 제12군단, 제27군단의 공세에 대응하지 못하고 퇴각 작전은 실패하였다. 작전이 실패하면서 군단은 전투 의지와 통제를 잃었으며 후퇴하는 도중, 군단장 유재흥 소장이 지휘권한을 버리고 항공기로 이탈하였으며 5월 22일 강원도 인제군 관대리까지 후퇴하였다. 1951년 5월 26일 미국 제8군 지휘관 제임스 밴 플리트 대장이 책임을 물어 유재흥의 직위를 박탈하고 3군단을 해체시켰다. 군단의 예하 부대인 제3사단, 제5사단, 제9사단과 제11사단은 각각 제8군 예하로 배속되었다.
1953년 5월 1일, 강문봉 소장을 군단장으로 임명하고 제20, 22사단을 예속받아 강원도 인제군 관대리에서 재창설되었다. 같은해 12월 15일, 제1야전군 예하 소속 군단이 되었다.
1972년 7월 27일 소양강댐이 건설되어 주둔지인 관대리가 물에 잠기자 부대를 이전하였다.
2019년 11월 29일, 군단 군악대가 창설되었다.

## 편제
구성 부대
- 제22보병사단 (율곡)
- 제12보병사단 (을지)
- 제21보병사단 (백두산)

예하 부대
- 제3공병여단
- 제23경비여단
- 제102기갑여단
- 제3포병여단
- 제3군수지원여단
- 제20기갑여단
- 제103정보통신단
  - 제731통신대대
  - 제732통신대대
  - 통신운용대대
- 제303경비연대
- 제703특공연대
- 제2전차대대 (2020년 해체)
- 제143정보대대
- 제513방공대대
- 제3군단 군악대, 2019년 11월 29일[5]

지원 부대
- 제13항공단 - 3군단 직할 항공단
- 제13화생방대대

수송부대
- 제603수송대대

## 역대 지휘관

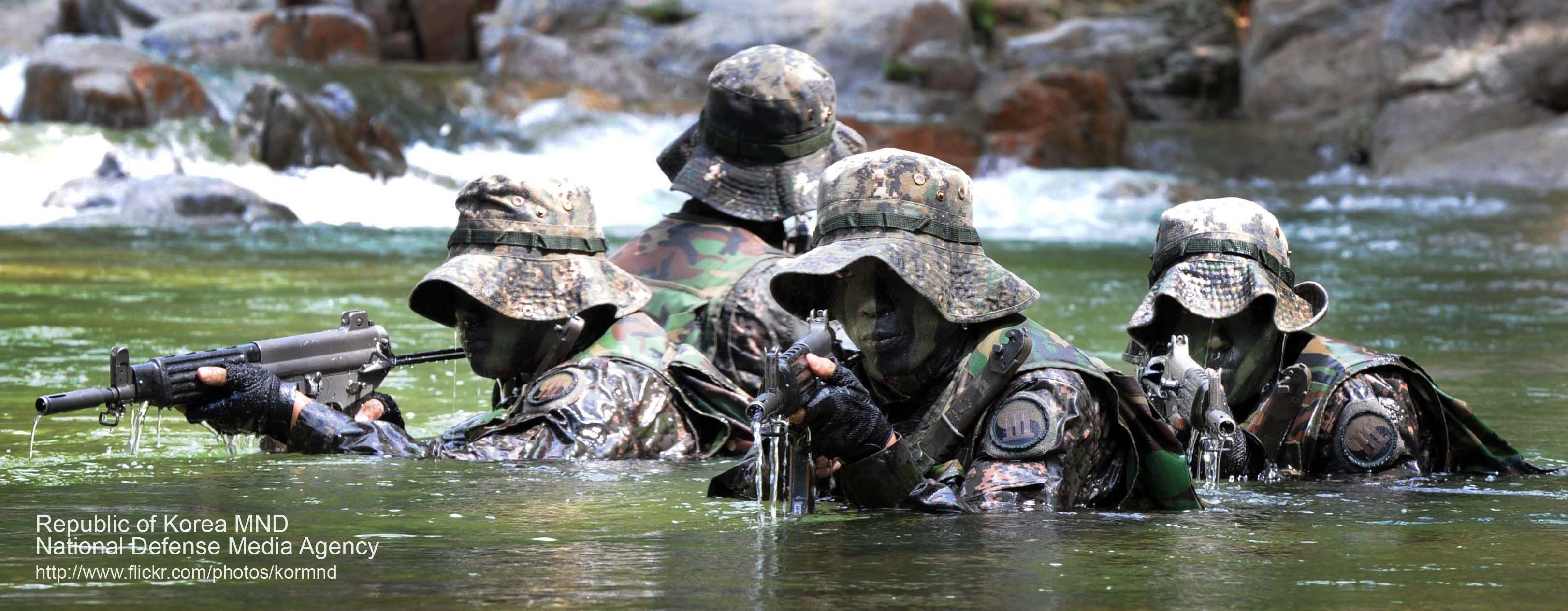
수상침투훈련 중인 제3군단 장병들

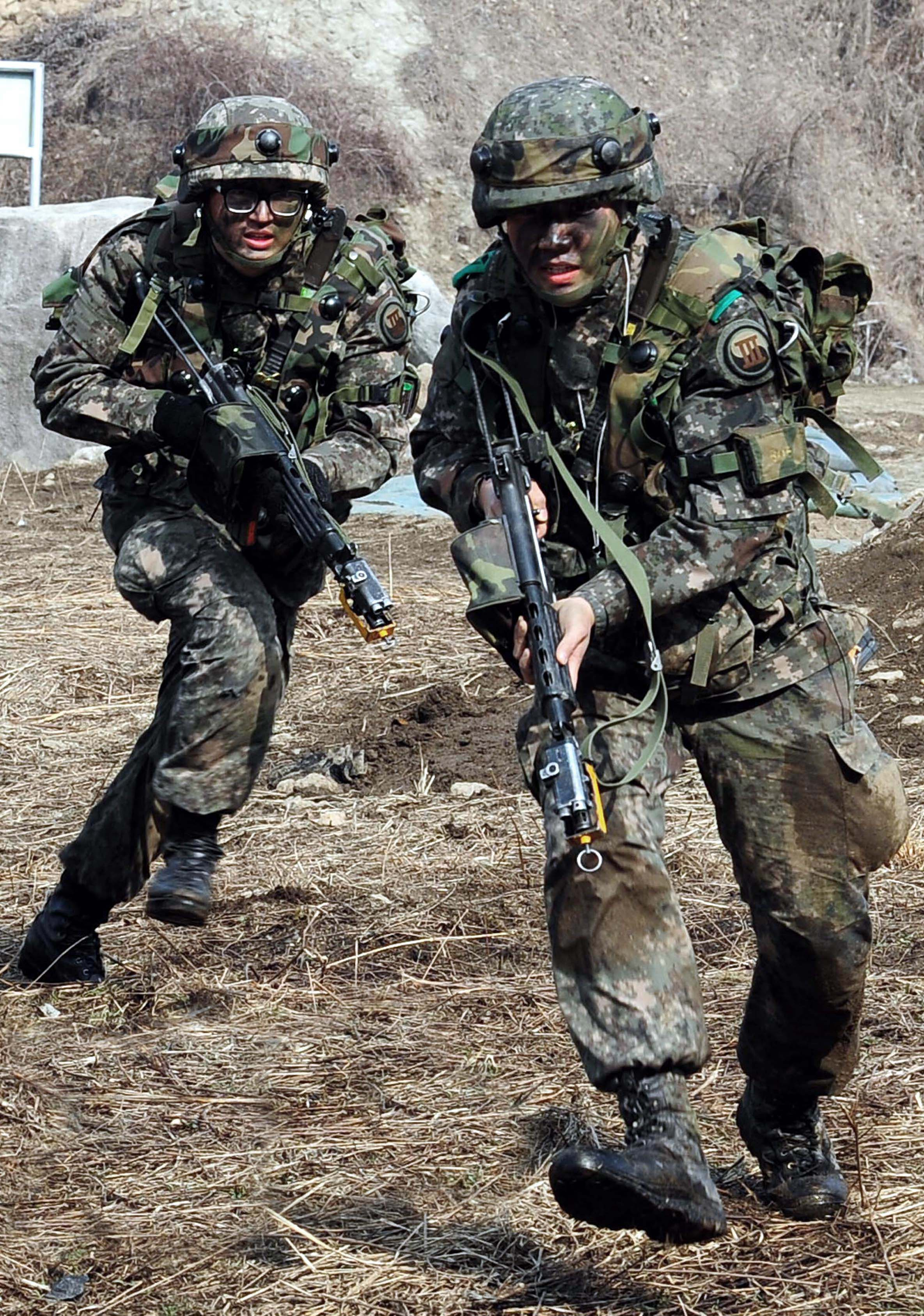
과학화전투훈련 중인 제3군단 장병들

| #        | 성명        | 취임일           | 이임일          | 참고       |
| -------- | ----------- | ---------------- | --------------- | ---------- |
| 1        | 소장 이형근 | 1950년 10월 16일 |                 |            |
| 2        | 소장 유재흥 |                  | 1951년 5월 26일 |            |
| 3        | 소장 강문봉 | 1953년 5월 1일   |                 |            |
| ?        | 중장 김재규 |                  |                 | 육사 2기   |
|          | 중장 정승화 | 1973년 3월       | 1975년 9월      | 육사 5기   |
|          | 중장 윤성민 | 1977년           | 1979년 11월     | 육사 9기   |
|          | 중장 전성각 | 1979년 11월      | 1981년 6월      | 육사 8기   |
|          | 중장 이상훈 | 1981년 6월       | 1983년 1월      | 육사 11기  |
|          | 중장 한철수 | 1983년 1월       | 1985년 1월      | 육사 12기  |
|          | 중장 신치구 | 1985년 1월       | 1987년 1월      | 갑종 22기  |
|          | 중장 이진삼 | 1987년 1월       | 1988년 7월      | 육사 15기  |
|          | 중장 박익순 | 1988년 7월       | 1990년 6월      | 육사 16기  |
|          | 중장 편장원 | 1990년 6월       | 1992년 6월      | 육사 18기  |
|          | 중장 김종배 | 1992년 6월       | 1993년 10월     | 육사 20기  |
|          | 중장 이규환 | 1993년 10월      | 1995년 10월     | 육사 21기  |
|          | 중장 김석재 | 1995년 10월      | 1997년 10월     | 육사 23기  |
|          | 중장 박봉식 | 1997년 10월      | 1999년 11월     | 육사 24기  |
|          | 중장 신일순 | 1999년 11월      | 2001년 11월     | 육사 26기  |
|          | 중장 권영기 | 2001년 11월      | 2003년 10월     | 갑종 222기 |
|          | 중장 박흥렬 | 2003년 10월      | 2005년 5월      | 육사 28기  |
|          | 중장 최용주 | 2005년 5월       | 2007년 5월      | 3사 4기    |
|          | 중장 김일생 | 2007년 5월       | 2009년 4월      | 3사 7기    |
|          | 중장 이성호 | 2009년 4월       | 2010년 12월     | 육사 33기  |
|          | 중장 이용광 | 2010년 12월      | 2012년 5월      | 학군 16기  |
| 40       | 중장 한동주 | 2012년 5월       | 2013년 10월     | 3사14기    |
| 41       | 중장 나상웅 | 2013년 10월      | 2015년 10월     | 3사 16기   |
| 42       | 중장 김병주 | 2015년 10월      | 2017년 8월      | 육사 40기  |
| 43       | 중장 김승겸 | 2017년 9월       | 2019년 5월      | 육사 42기  |
| 44       | 중장 박상근 | 2019년 5월       | 2020년 12월     | 학군 25기  |
| 45       | 중장 전동진 | 2020년 12월      | 2021년 12월     | 육사 45기  |
| 46       | 중장 신희현 | 2021년 12월      | 2022년 5월      | 학군 27기  |
| 직무대리 | 소장 이진우 | 2022년 5월       | 2022년 6월      | 육사 48기  |
| 47       | 중장 김봉수 | 2022년 6월       | 2024년 4월      | 육사 47기  |
| 48       | 중장 서진하 | 2024년 4월       |                 | 육사 49기  |

## 같이 보기
- 대한민국 육군의 부대 조직 및 편성 목록
- 현리 전투